# Exetastes fornicator
Exetastes fornicator là một loài tò vò trong họ Ichneumonidae.